# Hilara ternovensis
Hilara ternovensis är en tvåvingeart som beskrevs av Gabriel Strobl 1898. Hilara ternovensis ingår i släktet Hilara och familjen dansflugor. Inga underarter finns listade i Catalogue of Life.